# Theridion puellae
Theridion puellae är en spindelart som beskrevs av George Hazelwood Locket 1980. Theridion puellae ingår i släktet Theridion och familjen klotspindlar. Inga underarter finns listade i Catalogue of Life.